# Моства (притока Ужа)
Моства — річка в Україні, у Малинському й Коростенському районах Житомирської області, права притока Ужа (басейн Прип'яті).

## Опис
Довжина річки 27 км. Формується з багатьох безіменних струмків та 1 водойми. Площа басейну 101 км².

## Розташування
Моства бере початок на околиці села Йосипівка. Тече на північний захід у межах сіл Липляни, Майданівка, Каленське, Зубівщина, Горбач, Ходаки та Купеч.